# Pirámides Cordobesas

Imagen del cerro con forma piramidal.

En la zona serrana al noroeste de Córdoba, Argentina, especialmente en torno a Deán Funes y Villa Alicia, han circulado reportes de formaciones montañosas de perfil triangular semejante a pirámides. Medios locales describen un cerro con base triangular y pendientes regulares que algunos interpretan como una pirámide enterrada. Según estas fuentes, la estructura se ubica en el paraje rural Los Molles (departamento Colón), a unos 20 km al norte de Colonia Caroya. Investigadores independientes (como Pablo Nievas y Marco Bustamante) han explorado el sitio con escáneres 3D y registros satelitales, documentando su simetría y aparentemente alineación cardinal.

## Estudios geológicos
Desde el punto de vista científico se destaca que el relieve local forma parte de las Sierras Pampeanas, compuesto por rocas metamórficas y estructuras tectónicas (plegamientos, diques graníticos, intrusiones ígneas) que pueden generar formas geométricas sorprendentes en el terreno. En este contexto, la supuesta pirámide podría ser un cerro natural modelado por procesos erosivos. Sin embargo, la llamativa regularidad de sus pendientes y ejes ha alimentado la especulación de un origen artificial.
Hasta ahora no se han publicado estudios arqueológicos que confirmen alguna construcción humana; la evidencia disponible sugiere un fenómeno natural pendiente de análisis riguroso. El cual nos recuerda a Gunung Padang.

## Contexto arqueológico
Históricamente la región estuvo habitada por pueblos originarios como los sanavirones y comechingones. Estos grupos desarrollaron practicas agricolas y astronomicas avanzadas, y construyeron morteros tallados y aldeas fortificadas en lugares elevados. De hecho, el Museo Arqueologico de Dean Funes exhibe piezas de las culturas Ayampitin y Sanavirones propias de Cordoba Norte. En base a esta presencia prehispánica, algunos han propuesto que el cerro pudo haber sido aprovechado o resignificado ceremonialmente por aquellos. Aunque se carece de hallazgos concretos (cerámicas, estructuras) que respalden esa hipótesis. 

## Interpretaciones y difusión
Los reportes sobre pirámides en Córdoba han sido difundidos en prensa regional y redes sociales, mezclando explicaciones científicas con teorías esotéricas. Algunos investigadores señalan que la identificación de cerros o montículos como "pirámides" puede estar influenciada por el fenómeno psicológico de la pareidolia, que lleva a las personas a reconocer patrones o formas conocidas (como estructuras piramidales) en elementos naturales. En Argentina este tipo de formaciones no son muy divulgadas y por ende poco estudiadas, hasta ahora, la única pirámide confirmada en dicho país (la cual tampoco es divulgada) es Choya 68, también conocida como la Pirámide de La Aguada, ubicada en Catamarca.

Captura de pantalla de la imagen satelital tomada por Google Earth. Se logran apreciar las "pirámides" alineadas.

| Gunung Padang, estructura piramidal construida sobre un volcán extinto en Indonesia. | Imagen de una de las "Pirámides Cordobesas" como es conocido el sitio en Google Maps. | Fotografía tomada desde un camino rural, cerca de las "pirámides cordobesas" | Formación de arenisca, la cuál está tallada según los investigadores independientes. |